# ジョヴァンナ・スコッチマッロ
ジョヴァンナ・スコッチマッロ（Giovanna Scoccimarro 1997年11月10日- ）は、ドイツ・ニーダーザクセン州ヴォルフスブルク出身の柔道選手。階級は70kg級。イタリア系ドイツ人。

## 経歴
父親はイタリアのトラーニ出身で、ドイツへ移住してきた。柔道は、兄2人に続いて5歳の時に始めた。2013年のヨーロッパユースオリンピックフェスティバル70kg級で優勝した。2015年の世界ジュニアでは、個人戦では5位だったが、団体戦で3位になった。2017年のヨーロッパ選手権では個人戦で2位、団体戦で3位だった。世界ジュニアでは個人戦で優勝すると、団体戦でも3位になった。2018年の世界選手権では、3回戦で世界チャンピオンの新井千鶴に技ありで敗れた。2019年には、グランプリ・モントリオールでIJFワールド柔道ツアー初優勝を飾った。2021年7月に日本武道館で開催された東京オリンピックでは準々決勝で新井千鶴に敗れるなどして5位だったが、混合団体では3位になった。2023年の世界選手権では決勝まで進むも、新添左季に合技で敗れて2位だった。2024年のパリオリンピックにはより活躍していたミリアム・ブトケライトがいたため出場できなかった。
IJF世界ランキングは、2297ポイント獲得で17位(25/2/17現在)。

## 主な戦績
- 2013年 - ヨーロッパユースオリンピックフェスティバル　優勝
- 2015年 - ベルギージュニア国際　3位
- 2015年 - 世界ジュニア　個人戦　5位　団体戦　3位
- 2016年 - ベルギージュニア国際　優勝
- 2016年 - ヨーロッパジュニア　個人戦　5位　団体戦　優勝
- 2017年 - ヨーロッパ選手権　個人戦　2位　団体戦　3位
- 2017年 - 世界ジュニア　個人戦　優勝　団体戦　3位
- 2018年 - ヨーロッパオープン・リスボン　優勝
- 2018年 - グランドスラム・アブダビ　3位
- 2018年 - グランプリ・タシュケント　2位
- 2019年 - グランプリ・フフホト　3位
- 2019年 - グランプリ・モントリオール　優勝
- 2019年 - グランドスラム・ブラジリア　2位
- 2019年 - グランドスラム・大阪　3位
- 2020年 -　グランドスラム・デュッセルドルフ　3位
- 2021年 -　ワールドマスターズ　3位
- 2021年 -　グランドスラム・カザン　2位
- 2021年 -　東京オリンピック　5位
- 2021年 -　東京オリンピック混合団体　3位
- 2021年 -　グランドスラム・アブダビ 優勝
- 2023年 -　グランドスラム・タシケント　5位
- 2023年 -　ヨーロッパオープン・ローマ　優勝
- 2023年 -　グランドスラム・トビリシ　3位
- 2023年 -　世界選手権　2位
- 2023年 -　グランプリ・リンツ　3位
- 2024年 -　グランドスラム・パリ　5位
- 2025年 - グランドスラム・タシケント　3位

(出典、JudoInside.com)